# لوس يبانز
لوس يبانز (بالإنجليزية: Los Ybanez, Texas)‏ هي مدينة تقع بولاية تكساس في شمال شرق الولايات المتحدة. تبلغ مساحة هذه المدينة 0.2 (كم²)، وترتفع عن سطح البحر 906 م، بلغ عدد سكانها 32 نسمة في عام 2000 حسب إحصاء مكتب تعداد الولايات المتحدة وتصل الكثافة السكانية فيها 140.9 نسمة/كم2.

## وصلات خارجية
- The US50 - Cities and Towns in Texas State